# Mönchemühle Höxter
Die Mönchemühle in der Stadt Höxter ist die ehemalige Mühle des Klosters Corvey. Sie wurde 1324 erstmals erwähnt.
Bis 1933 wurde die Mühle durch ein oberschlächtiges Wasserrad betrieben, dazu wurde die Grube umgeleitet. Ab 1933 erfolgte der Betrieb der Mühle mit stationären Motoren, nach 1945 mit zwei Einzylinder Teerölmotoren des Herstellers Herford. Diese Motoren leisteten jeweils ca. 75 PS. Die Grube wird seitdem mittels einer Francis-Turbine bis heute zur Stromversorgung genutzt. Heute wird der erzeugte Strom ins Netz eingespeist. Bis in die 1970er Jahre wurde der Strom zur Eigenversorgung der Mühle und der angrenzenden Wohnhäuser und Wirtschaftsgebäude verwendet.
Das aktuell noch stehende Mühlengebäude wurde 1894 erbaut, die Mühle war noch bis 1972 in Betrieb und wurde dann stillgelegt.
Die Anlagen zum Mühlenbetrieb sind nicht mehr vorhanden, da das Mühlenhaus ab 1999 zu einem Bürogebäude umgebaut wurde.